# Lestrem
Lestrem (Nederlands: De Stroom) is een gemeente in het Franse departement Pas-de-Calais (regio Hauts-de-France). De plaats maakt deel uit van het arrondissement Béthune en ligt aan de stroom de Lawe.  Lestrem telde op 1 januari 2022 5.041 inwoners.

## Geografie
De oppervlakte van Lestrem bedroeg op 1 januari 2022 21,15 vierkante kilometer; de bevolkingsdichtheid was toen 238,3 inwoners per km².

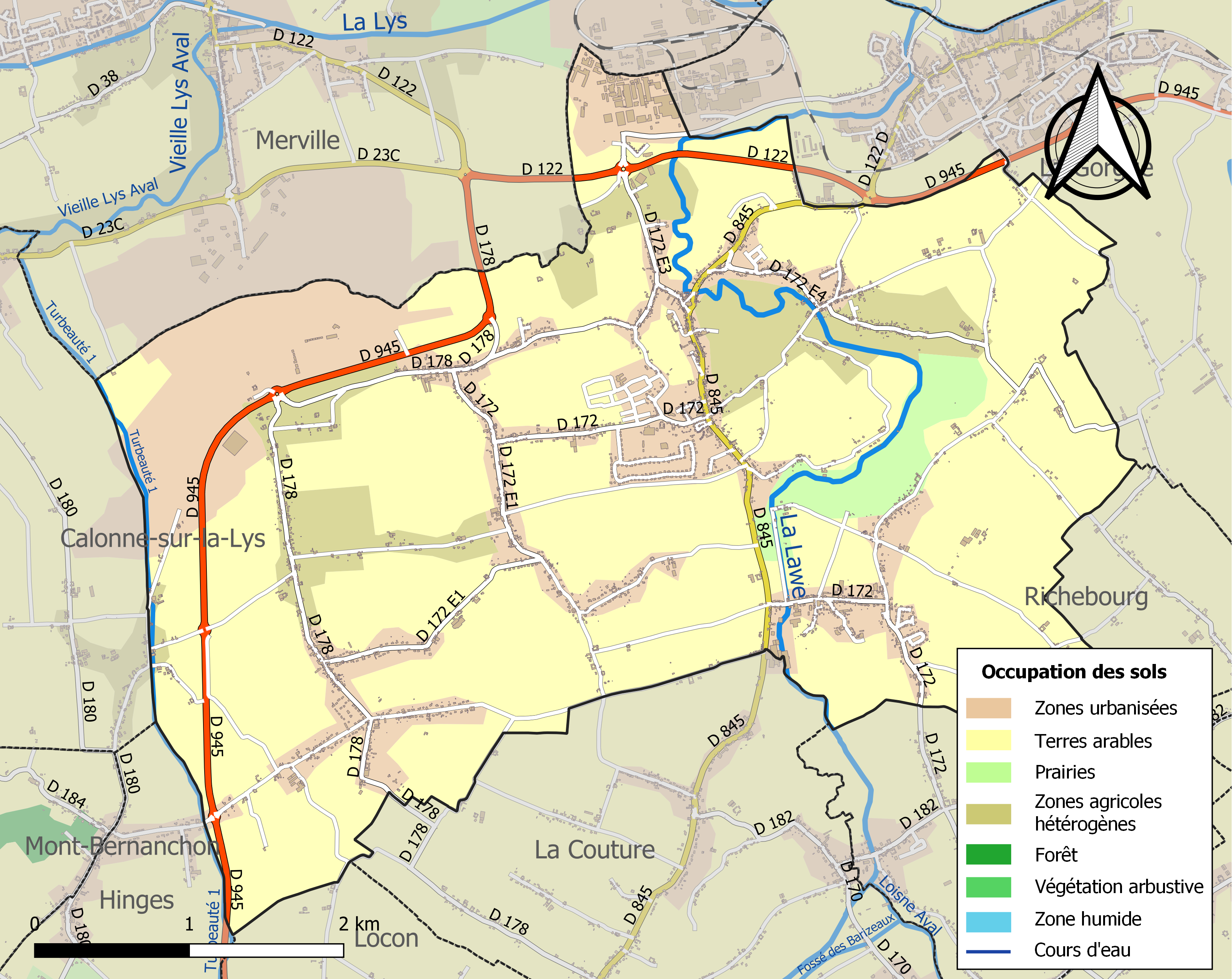
Kaart van de gemeente met belangrijkste infrastructuur, bodemgebruik en omliggende gemeenten

## Demografie
Onderstaande figuur toont het verloop van het inwonertal (bron: INSEE-tellingen).